# El Paraíso, Tuxpan
El Paraíso är en ort i Mexiko.   Den ligger i kommunen Tuxpan och delstaten Michoacán de Ocampo, i den södra delen av landet, 140 km väster om huvudstaden Mexico City. El Paraíso ligger 1 751 meter över havet och antalet invånare är 235.
Terrängen runt El Paraíso är kuperad åt sydost, men åt nordväst är den bergig. El Paraíso ligger nere i en dal. Runt El Paraíso är det ganska tätbefolkat, med 116 invånare per kvadratkilometer. Närmaste större samhälle är Heróica Zitácuaro, 19,4 km sydost om El Paraíso. Omgivningarna runt El Paraíso är en mosaik av jordbruksmark och naturlig växtlighet.